# Hokejový turnaj v Berlíně 1908
Hokejový turnaj v Berlíně 1908 byl prvním ročníkem Hokejového turnaje v Berlíně, což byla vůbec první mezinárodní soutěž v ledním hokeji. Konal se od 2. do 5. listopadu 1908. Turnaje se zúčastnilo pět mužstev, která se utkala vyřazovacím systémem.

## Výsledky

### 1. kolo
Berliner SC –  Charlottenburger Sport Club 1902 13:0 (7:0, 6:0)

### Semifinále
Berliner Hockey Club –  Prince's Ice Hockey Club 1:3 (0:2, 1:1)
 Berliner SC –  Club des Patineurs de Paris 2:9 (2:4, 0:5)

### Finále
Prince's Club –  Club des Patineurs de Paris 3:2 (2:0, 1:2)